# Fußball-Weltmeisterschaft 1966/Gruppe B
Spiele der Gruppe B der Fußball-Weltmeisterschaft 1966.
| Pl. | Land           | Sp. | S | U | N | Tore    | Diff. | Punkte |
| --- | -------------- | --- | - | - | - | ------- | ----- | ------ |
| 1.  | BR Deutschland | 3   | 2 | 1 | 0 | 007:100 | +6    | 05:10  |
| 2.  | Argentinien    | 3   | 2 | 1 | 0 | 004:100 | +3    | 05:10  |
| 3.  | Spanien        | 3   | 1 | 0 | 2 | 004:500 | −1    | 02:40  |
| 4.  | Schweiz        | 3   | 0 | 0 | 3 | 001:900 | −8    | 0:60   |

## BR Deutschland – Schweiz 5:0 (3:0)
| BR Deutschland                                                 | BR Deutschland | Schweiz | Schweiz |
| -------------------------------------------------------------- | --- | --- | ------- |
| BR Deutschland                                                 | \| 1. Spieltag \| \| 12. Juli 1966 um 19:30 Uhr in Sheffield (Hillsborough Stadium) \| \| Zuschauer: 36.127 \| \| Schiedsrichter: Hugh Phillips ( Schottland) \| \| Spielbericht \|                                     | \| 1. Spieltag \| \| 12. Juli 1966 um 19:30 Uhr in Sheffield (Hillsborough Stadium) \| \| Zuschauer: 36.127 \| \| Schiedsrichter: Hugh Phillips ( Schottland) \| \| Spielbericht \|                       | Schweiz |
| BR Deutschland                                                 | Hans Tilkowski – Horst-Dieter Höttges, Willi Schulz, Wolfgang Weber, Karl-Heinz Schnellinger – Helmut Haller, Franz Beckenbauer, Wolfgang Overath – Albert Brülls, Uwe Seeler , Sigfried Held Cheftrainer: Helmut Schön | Karl Elsener – André Grobéty, Heinz Schneiter , Ely Tacchella, Hansruedi Fuhrer – Heinz Bäni, Richard Dürr, Karl Odermatt – Robert Hosp, Fritz Künzli, Jean-Claude Schindelholz Cheftrainer: Alfredo Foni | Schweiz |
| BR Deutschland                                                 | 1:0 Held (15.) 2:0 Haller (21.) 3:0 Beckenbauer (40.) 4:0 Beckenbauer (52.) 5:0 Haller (77., Foulelfmeter) | | Schweiz |
| 1. Spieltag                                                    | | |         |
| 12. Juli 1966 um 19:30 Uhr in Sheffield (Hillsborough Stadium) | | |         |
| Zuschauer: 36.127                                              | | |         |
| Schiedsrichter: Hugh Phillips ( Schottland)                    | | |         |
| Spielbericht                                                   | | |         |

## Argentinien – Spanien 2:1 (0:0)
| Argentinien                                           | Argentinien | Spanien | Spanien |
| ----------------------------------------------------- | --- | --- | ------- |
| Argentinien                                           | \| 1. Spieltag \| \| 13. Juli 1966 um 19:30 Uhr in Birmingham (Villa Park) \| \| Zuschauer: 42.738 \| \| Schiedsrichter: Dimitar Rumentschew ( Bulgarien) \| \| Spielbericht \|                              | \| 1. Spieltag \| \| 13. Juli 1966 um 19:30 Uhr in Birmingham (Villa Park) \| \| Zuschauer: 42.738 \| \| Schiedsrichter: Dimitar Rumentschew ( Bulgarien) \| \| Spielbericht \|         | Spanien |
| Argentinien                                           | Antonio Roma – Roberto Ferreiro, Roberto Perfumo, José Albrecht, Silvio Marzolini – Jorge Solari, Antonio Rattín , Alberto González – Ermindo Onega, Luis Artime, Óscar Mas Cheftrainer: Juan Carlos Lorenzo | José Ángel Iribar – Manuel Sanchís, Gallego, Ignacio Zoco, Eladio – Luis del Sol, Luis Suárez, Pirri – José Armando Ufarte, Joaquín Peiró, Francisco Gento Cheftrainer: José Villalonga | Spanien |
| Argentinien                                           | 1:0 Artime (64.) 2:1 Artime (80.) | 1:1 Pirri (72.) | Spanien |
| 1. Spieltag                                           | | |         |
| 13. Juli 1966 um 19:30 Uhr in Birmingham (Villa Park) | | |         |
| Zuschauer: 42.738                                     | | |         |
| Schiedsrichter: Dimitar Rumentschew ( Bulgarien)      | | |         |
| Spielbericht                                          | | |         |

## Spanien – Schweiz 2:1 (0:1)
| Spanien                                                        | Spanien | Schweiz | Schweiz |
| -------------------------------------------------------------- | --- | --- | ------- |
| Spanien                                                        | \| 2. Spieltag \| \| 15. Juli 1966 um 19:30 Uhr in Sheffield (Hillsborough Stadium) \| \| Zuschauer: 32.028 \| \| Schiedsrichter: Tofiq Bəhramov ( Sowjetunion) \| \| Spielbericht \| | \| 2. Spieltag \| \| 15. Juli 1966 um 19:30 Uhr in Sheffield (Hillsborough Stadium) \| \| Zuschauer: 32.028 \| \| Schiedsrichter: Tofiq Bəhramov ( Sowjetunion) \| \| Spielbericht \|                       | Schweiz |
| Spanien                                                        | José Ángel Iribar – Manuel Sanchís, Gallego, Ignacio Zoco, Severino Reija – Luis del Sol, Luis Suárez, Pirri – Amancio, Joaquín Peiró, Francisco Gento Cheftrainer: José Villalonga   | Karl Elsener – Xavier Stierli, René Brodmann , Werner Leimgruber, Hansruedi Fuhrer – Heinz Bäni, Jakob Kuhn, Kurt Armbruster – Robert Hosp, Vittore Gottardi, René-Pierre Quentin Cheftrainer: Alfredo Foni | Schweiz |
| Spanien                                                        | 1:1 Sanchís (57.) 2:1 Amancio (75.) | 0:1 Quentin (29.) | Schweiz |
| 2. Spieltag                                                    | | |         |
| 15. Juli 1966 um 19:30 Uhr in Sheffield (Hillsborough Stadium) | | |         |
| Zuschauer: 32.028                                              | | |         |
| Schiedsrichter: Tofiq Bəhramov ( Sowjetunion)                  | | |         |
| Spielbericht                                                   | | |         |

## Argentinien – Deutschland 0:0
| Argentinien                                           | Argentinien | Deutschland | Deutschland |
| ----------------------------------------------------- | --- | --- | ----------- |
| Argentinien                                           | \| 2. Spieltag \| \| 16. Juli 1966 um 15:00 Uhr in Birmingham (Villa Park) \| \| Zuschauer: 46.587 \| \| Schiedsrichter: Konstantin Zečević ( Jugoslawien) \| \| Spielbericht \|                             | \| 2. Spieltag \| \| 16. Juli 1966 um 15:00 Uhr in Birmingham (Villa Park) \| \| Zuschauer: 46.587 \| \| Schiedsrichter: Konstantin Zečević ( Jugoslawien) \| \| Spielbericht \|                                        | Deutschland |
| Argentinien                                           | Antonio Roma – Roberto Ferreiro, Roberto Perfumo, José Albrecht, Silvio Marzolini – Jorge Solari, Antonio Rattín , Alberto González – Ermindo Onega, Luis Artime, Óscar Mas Cheftrainer: Juan Carlos Lorenzo | Hans Tilkowski – Horst-Dieter Höttges, Willi Schulz, Wolfgang Weber, Karl-Heinz Schnellinger – Helmut Haller, Franz Beckenbauer, Wolfgang Overath – Albert Brülls, Uwe Seeler , Sigfried Held Cheftrainer: Helmut Schön | Deutschland |
| Argentinien                                           | Platzverweis: Albrecht (65., Foulspiel) | | Deutschland |
| 2. Spieltag                                           | | |             |
| 16. Juli 1966 um 15:00 Uhr in Birmingham (Villa Park) | | |             |
| Zuschauer: 46.587                                     | | |             |
| Schiedsrichter: Konstantin Zečević ( Jugoslawien)     | | |             |
| Spielbericht                                          | | |             |

## Argentinien – Schweiz 2:0 (0:0)
| Argentinien                                                    | Argentinien | Schweiz | Schweiz |
| -------------------------------------------------------------- | --- | --- | ------- |
| Argentinien                                                    | \| 3. Spieltag \| \| 19. Juli 1966 um 19:30 Uhr in Sheffield (Hillsborough Stadium) \| \| Zuschauer: 32.127 \| \| Schiedsrichter: Joaquim Campos ( Portugal) \| \| Spielbericht \|                          | \| 3. Spieltag \| \| 19. Juli 1966 um 19:30 Uhr in Sheffield (Hillsborough Stadium) \| \| Zuschauer: 32.127 \| \| Schiedsrichter: Joaquim Campos ( Portugal) \| \| Spielbericht \|                     | Schweiz |
| Argentinien                                                    | Antonio Roma – Roberto Ferreiro, Roberto Perfumo, Oscar Calics, Silvio Marzolini – Jorge Solari, Antonio Rattín , Alberto González – Ermindo Onega, Luis Artime, Óscar Mas Cheftrainer: Juan Carlos Lorenzo | Léo Eichmann – Xavier Stierli, René Brodmann , Kurt Armbruster, Hansruedi Fuhrer – Heinz Bäni, Jakob Kuhn, Robert Hosp – Vittore Gottardi, Fritz Künzli, René-Pierre Quentin Cheftrainer: Alfredo Foni | Schweiz |
| Argentinien                                                    | 1:0 Artime (52.) 2:0 Onega (80.) | | Schweiz |
| 3. Spieltag                                                    | | |         |
| 19. Juli 1966 um 19:30 Uhr in Sheffield (Hillsborough Stadium) | | |         |
| Zuschauer: 32.127                                              | | |         |
| Schiedsrichter: Joaquim Campos ( Portugal)                     | | |         |
| Spielbericht                                                   | | |         |

## BR Deutschland – Spanien 2:1 (1:1)
| Deutschland                                           | Deutschland | Spanien | Spanien |
| ----------------------------------------------------- | --- | --- | ------- |
| Deutschland                                           | \| 3. Spieltag \| \| 20. Juli 1966 um 19:30 Uhr in Birmingham (Villa Park) \| \| Zuschauer: 42.187 \| \| Schiedsrichter: Armando Marques ( Brasilien) \| \| Spielbericht \|                                            | \| 3. Spieltag \| \| 20. Juli 1966 um 19:30 Uhr in Birmingham (Villa Park) \| \| Zuschauer: 42.187 \| \| Schiedsrichter: Armando Marques ( Brasilien) \| \| Spielbericht \|        | Spanien |
| Deutschland                                           | Hans Tilkowski – Horst-Dieter Höttges, Willi Schulz, Wolfgang Weber, Karl-Heinz Schnellinger – Eia Krämer, Franz Beckenbauer, Wolfgang Overath – Sigfried Held, Uwe Seeler , Lothar Emmerich Cheftrainer: Helmut Schön | José Ángel Iribar – Manuel Sanchís, Gallego, Ignacio Zoco , Severino Reija – Jesús Glaría, Josep Fusté – Amancio, Abelardo, Marcelino, Carlos Lapetra Cheftrainer: José Villalonga | Spanien |
| Deutschland                                           | 1:1 Emmerich (39.) 2:1 Seeler (83.) | 0:1 Fusté (23.) | Spanien |
| 3. Spieltag                                           | | |         |
| 20. Juli 1966 um 19:30 Uhr in Birmingham (Villa Park) | | |         |
| Zuschauer: 42.187                                     | | |         |
| Schiedsrichter: Armando Marques ( Brasilien)          | | |         |
| Spielbericht                                          | | |         |